# 下莱克
下莱克（荷蘭語：Nederlek，荷蘭語：[ˈneː.dərˌlɛk] ⓘ）是荷兰南荷兰省的一个旧市镇。2004年人口14,831。面积31.44 km²，其中3.60 km²为水域。2015年1月1日，下莱克与市镇贝赫安巴赫特、奥德凯尔克、弗利斯特和斯洪霍芬合并为新市镇克林珀讷瓦尔德（Krimpenerwaard）。